# Нова поліція (інтернет-серіал)
«Нова поліція» (рос. Новая полиция) — український комедійний скетчком студії «Мамахохотала» про життя і роботу української поліції. З'явився влітку 2015 року на YouTube, зібравши за перші кілька днів 1 млн переглядів.

## Сюжет
Серіал розповідає про вигадані актуальні теми, безглузді, смішні і провокаційні ситуації, які відбуваються з українськими поліцейськими.

## Актори
| Актор            | Персонаж | Роль                                 |
| ---------------- | -------- | ------------------------------------ |
| Іван Мелашенко   | Ваня     | суворий суперкоп, напарник Юри       |
| Юрій Громовий    | Юра      | обережний напарник Вані              |
| Роман Грищук     | Рома     | чоловік і напарник Марини            |
| Слава Красовська | Марина   | дружина і напарник Роми              |
| Євген Янович     | Вєня     | новий коп, напарник Льоші            |
| Муса Ба          | Льоша    | новий коп, чорношкірий напарник Вєні |
| Ірина Хоменко    | Іра      | селфікоп, напарниця Ані              |
| Ганна Гресь      | Аня      | селфікоп, напарниця Іри              |
| Олег Маслюк      | Олег     | старий мєнт                          |

## Цікаві факти
- Вірусним роликом був випуск із темношкірим поліцейським під назвою «Джонс патрулює вулиці Києва»[2][3]